# 유제프 슈미트
유제프 슈미트(폴란드어: Józef Szmidt, 1935년 3월 28일~ 2024년 7월 29일)는 폴란드의 육상인으로 주종목은 세단뛰기이다. 올림픽에 3회 참가하여 1960년과 1964년 하계 올림픽에서 금메달을 획득했다. 1960년에 개인 최고 기록인 17.03m를 기록하면서 세단뛰기 역사상 최초로 17m에 도달한 선수가 되었다.

## 수상 내역

### 대회
- 올림픽 금메달(1960, 1964)
- 유럽 선수권 대회 금메달(1958, 1962)
- 폴란드 선수권 대회 우승(1958, 1960, 1962, 1963, 1965, 1966, 1967, 1969, 1970, 1971)

### 수훈
- 장교십자 폴란드 재건국 훈장
- 노동깃발훈장 1급
- 노동깃발훈장 2급

## 같이 보기
- 세단뛰기 세계 기록 추이